# 可变比冲磁等离子体火箭

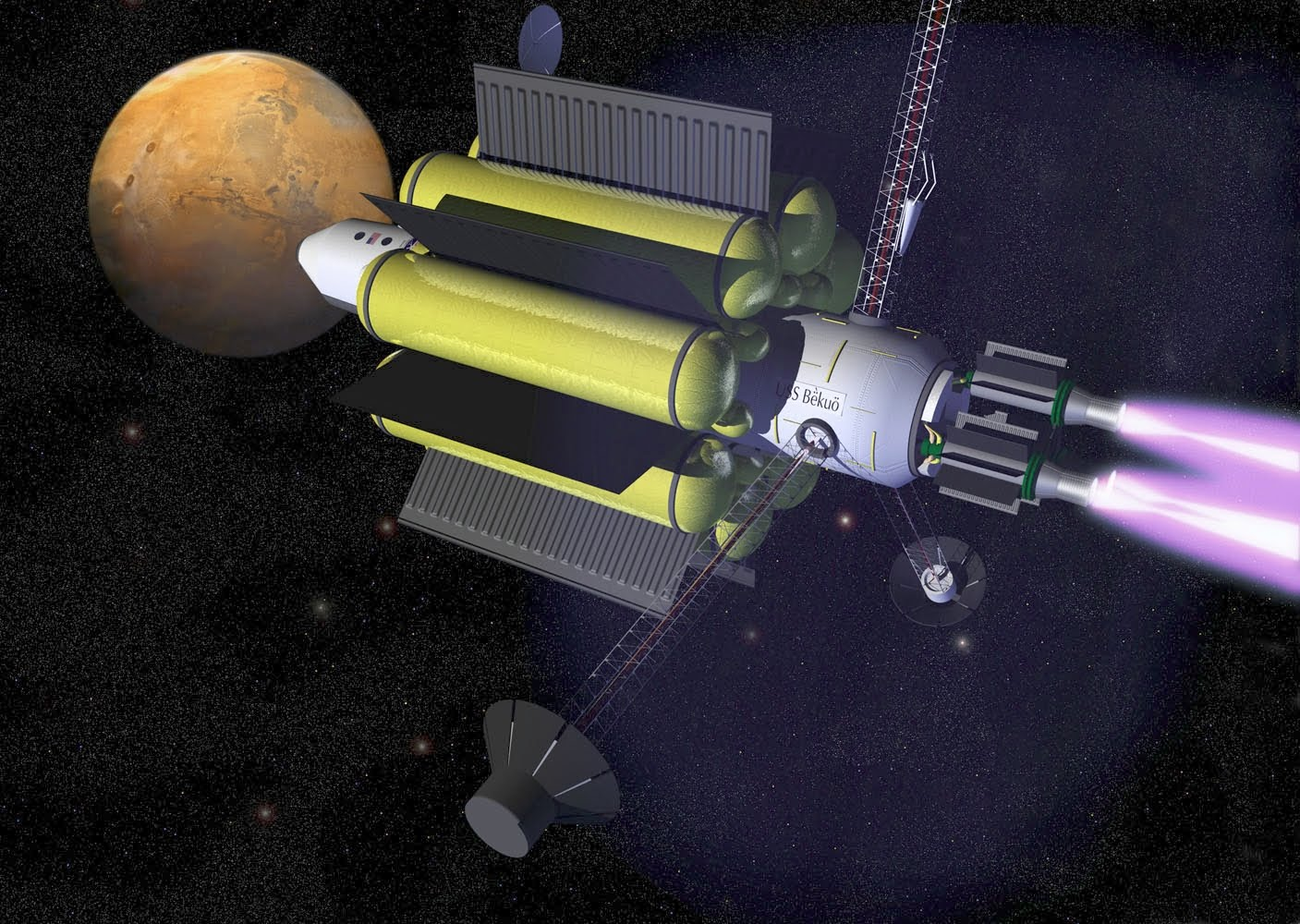
数个可变比冲磁等离子体火箭推进一个航天器

可变比冲磁等离子体火箭（英語：VASIMR engine）是用于航天器推进的一种电磁推进器。它利用无线电波电离并加热推进剂,并用一个磁场来加速产生的等离子体产生推力。它是一种电推进系统。
加热等离子体的方法最早来源于核聚变技术。VASIMR發動機理論上能夠以低推力、高效率或高推力、低效率方式運行。

## 原理
可变比冲磁等离子体火箭是一種電熱磁等離子體推進器。在這類型的發動機中，無線電波對惰性推進劑進行電離和加熱，然後用磁場加速產生的等離子體以產生推力。
推進劑是一種中性氣體，如氬氣或氙氣。推進劑首先被注入一個表面有電磁鐵的空心圓柱體中。螺旋射頻天線以 10 至 50 MHz 頻率的電磁輻射把推進劑加熱成等離子體，把電子從推進劑原子中剝離，產生由離子和自由電子組成的等離子體。等離子體會通過被稱為離子迴旋加速器加熱 (ICH) 的第二個射頻天線，通過減少耦合器的磁場以發射與等離子體的軌跡共振的電磁波。共振使等離子體粒子的運動速度減慢，並進一步加熱至1,000,000 攝氏度以上（1,800,000 華氏度），大約比太陽表面溫度高173倍。電離等離子體再通過一個充當火箭发动机喷管的電磁體引導，以高達每秒50,000米的高速排出發動機產生推力。
通過改變電磁輻射的能量和等離子體的含量，VASIMR理論上能夠以低推力、高比衝排氣或較高推力、低比衝排氣方式運行。

### 優點
與傳統的迴旋共振加熱過程相比，VASMIR發動機中的等離子體在達到熱力分佈之前立即從磁性噴嘴中噴出。離子迴旋加速器波中的幾乎所有能量都在單程迴旋加速器吸收過程中均勻地轉移到電離等離子體，使等離子體以非常窄的能量分佈離開磁性噴嘴，並顯著簡化發動機中的磁力佈置。
VASIMR發動機不使用電極，它通過磁力屏蔽等離子體以避免影響大多數硬件部件的運作，從而消除腐蝕及磨損。 
傳統火箭發動機一般擁有非常複雜的管道、高性能閥門、執行器和渦輪泵以保持高效率運作。相比之下，VASIMR 除了如氣閥的小型部件之外幾乎沒有活動部件，最大限度地提升壽命。

### 缺點
根據Ad Astra公司，VX-200可变比冲磁等离子体發動機產生5 N的推力，需要200 kW的電力。相比之下， NEXT离子發動機產生0.327 N的推力則只需7.7 kW（24 kW/N）。NEXT發動機的電力效率幾乎是VASMIR發動機的兩倍。目前的技術不足以為VASIMR發動機提供快速行星際旅行所需的能量。
在運行過程，VASMIR會產生大量需要在不產生熱力過載的情況下被引導走廢熱。此外，用於產生等離子體的超導磁鐵會產生巨大的磁場，並會影響其他設備的運作及通過與磁層相互作用產生多餘的扭力。為了抵消這個效應，兩個推進器可裝成具有相反方向的磁場，從而形成一個抵消扭力磁四極。

## 研究與開發
麻省理工學院於1983年進行了第一次VASIMR試驗，並在1990年代引入改進，包括螺旋等離子源，取代最初設想的等離子槍及電極，增加了耐用性和壽命。直到2010年，VASIMR的開發轉移到Ad Astra公司。Ad Astra於2005年6月23日簽署了第一個太空法案協議，將 VASIMR 技術私有化。